# Trae Golden
Robert Wilson "Trae" Golden III (Powder Springs, Georgia, 9 de marzo de 1991) es un jugador de baloncesto estadounidense que pertenece a la plantilla de los Sichuan Blue Whales de la CBA china. Con 1,85 metros de estatura, juega en la posición de base. 

## Trayectoria deportiva

### Universidad
Jugó tres temporadas con los Volunteers de la Universidad de Tennessee, en las que promedió 9,7 puntos, 2,4 rebotes y 3,6 asistencias por partido. En 2013 fue transferido por motivos familiares a los Yellow Jackets del Instituto de Tecnología de Georgia, donde jugó su última temporada como universitario, en la que promedió 13,3 puntos y 3,1 asistencias por encuentro.

### Profesional
Tras no ser elegido en el Draft de la NBA de 2014, en noviembre firmó con el Lapuan Korikobrat de la Korisliiga finesa, donde únicamente disputó dos partidos, promediando 11 puntos y 3 asistencias.
En agosto de 2015 fichó por el ETHA Engomis de la Division A chipriota, donde jugó una temporada, en la que compitió también en la FIBA Europe Cup, promediando en total 20,6 puntos y 6,3 asistencias por partido.
En julio de 2016 fichó por el Pallacanestro Chieti de la Serie A2 italiana, donde en su primer año promedió 21,5 puntos y 4,4 asistencias por encuentro.
El 9 de julio de 2017 firmó con el ESSM Le Portel de la Pro A francesa.
En verano de 2019 disputa la TBL turca de la mano del Bahçeşehir Koleji, equipo con el sería el máximo anotador de la categoría, anotando alrededor de 23 puntos por encuentro. Durante la temporada 2019-20, Trae demuestra su voraz capacidad anotadora, y no solo en la liga doméstica sino que también en la FIBA Europe Cup, donde llega a anotar hasta 41 puntos en los cuartos de final.
El 10 de marzo de 2022, Golden anotó el máximo de su carrera profesional de 63 puntos en un esfuerzo perdedor ante los Shandong Heroes.